# Trey Samuel-Ogunsuyi
Trey Samuel-Ogunsuyi (26 december 2006) is een Belgisch voetballer die onder contract ligt bij Sunderland AFC.

## Carrière
Samuel-Ogunsuyi genoot zijn jeugdopleiding bij Sunderland AFC. Op 11 januari 2025 maakte hij zijn officiële debuut voor het eerste elftal van de club: in de FA Cup-wedstrijden tegen Stoke City, waarin Sunderland pas na verlengingen het onderspit moest delven, mocht Samuel-Ogunsuyi in de 111e minuut invallen voor Eliezer Mayenda.